# Thomasomys silvestris
Thomasomys silvestris es una especie de roedor de la familia Cricetidae.

## Distribución geográfica
Se encuentra en Ecuador. 